# 观复博物馆
观复博物馆主馆位于北京市朝阳区大山子张万坟金南路18号，馆长及创始人为文物专家马未都，成立于1996年10月30日，为公益性质博物馆，非营利性机构。

## 历史

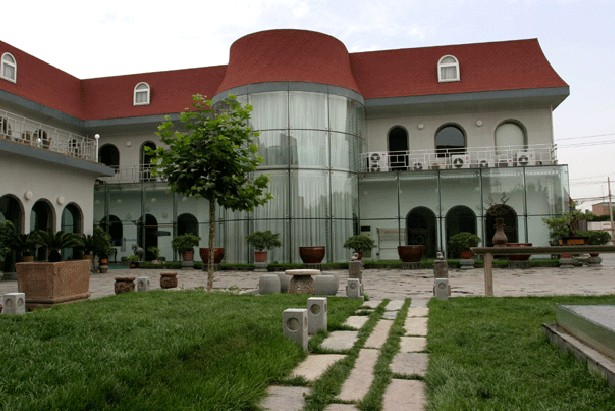
观复博物馆主馆

该馆馆名“观复”出自老子《道德经》第十六章：“致虚极，守静笃，万物并作，吾以观复，夫物芸芸，各复归其根，归根曰静，静曰复命”。意思是多次观看，探究其本质。

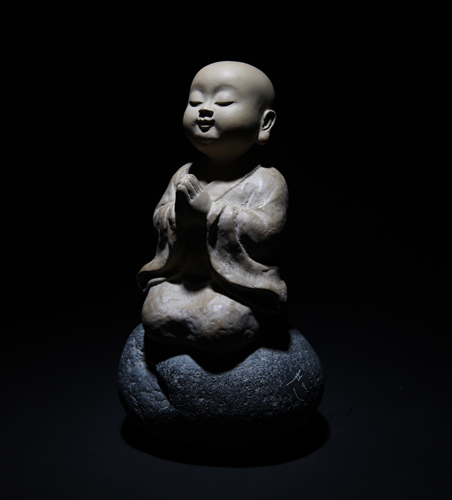
观复博物馆主馆收藏的佛像

1996年10月30日，观复古典艺术博物馆获批准成立，馆长及创始人为马未都。该馆是中华人民共和国第一批获国家批准的四家私人博物馆之一，这四家均位于北京市，1996年10月30日由北京市文物局批准成立，其他三家是古陶文明博物馆、何扬·吴茜现代绘画馆、北京遗箴堂碑帖拓片博物馆。其中北京遗箴堂碑帖拓片博物馆因资金不足而找不到合适场馆，一年后未通过年检而被取消办馆资格。1997年1月18日，观复古典艺术博物馆正式对外开放，成为上述四家私人博物馆中第一个开放者。成立之后，该馆多次迁址。
2004年，观复古典艺术博物馆改革制度，实行理事会制。2007年，观复古典艺术博物馆正式更名为“观复博物馆”。

## 展览
观复博物馆主馆拥有：瓷器馆、家具馆、油画馆、工艺馆、门窗馆、博物馆商店、多功能馆7个分区。

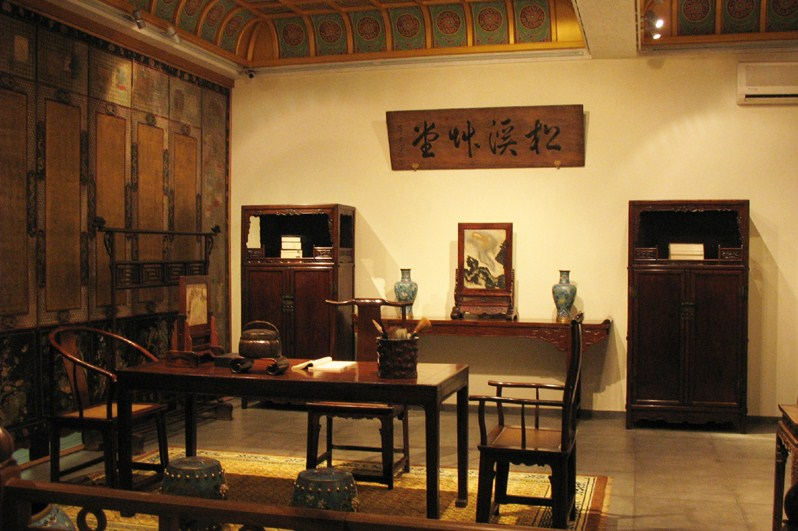
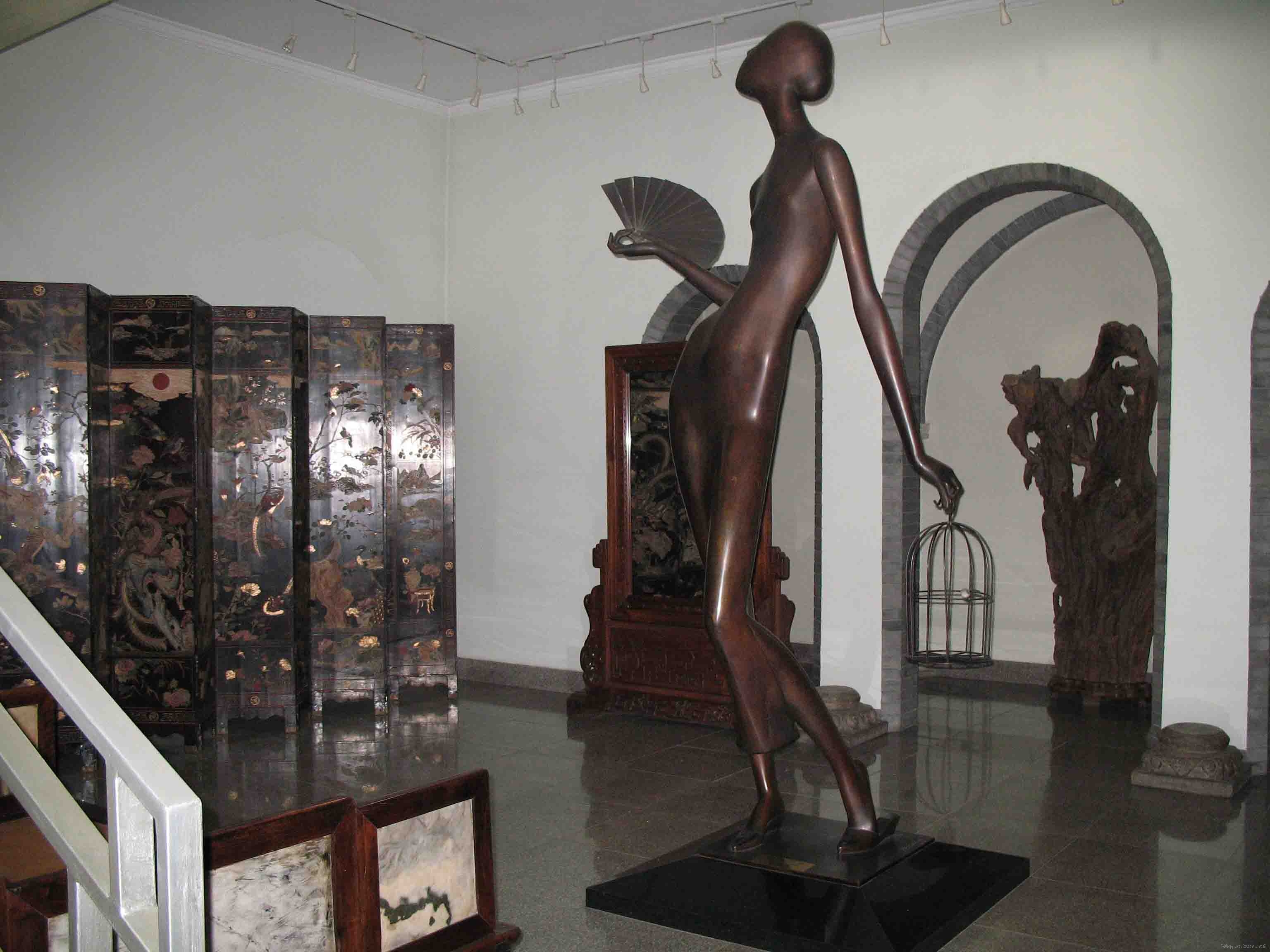
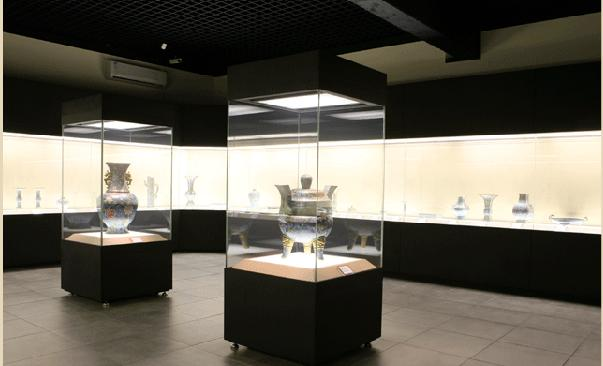
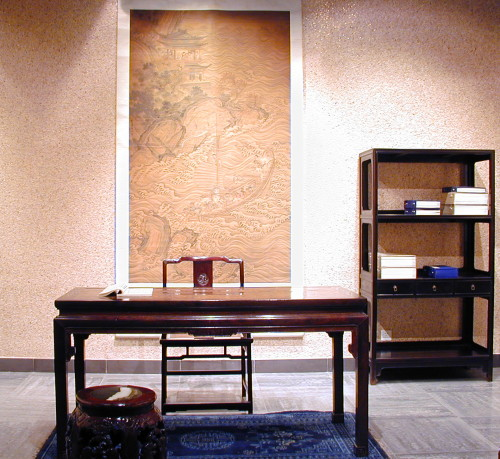

## 分馆
观复博物馆曾在浙江杭州、福建厦门均设立了分馆，但因各种原因停止开放。现有上海观复博物馆。